# جرد آذری
جرد آذری (نام علمی: Meriones vinogradovi) نام یک گونه از زیرخانواده جربیل است.